# Лог (Луковиця)
Лог (словен. Log) — поселення в общині Луковиця, Осреднєсловенський регіон, Словенія. 
Висота над рівнем моря: 596,5 м.